# Байгожа (Костанайская область)
Байгожа (каз. Байғожа) — село в Мендыкаринском районе Костанайской области Казахстана. Входит в состав Каракогинского сельского округа. Код КАТО — 395649200.

## Население
В 1999 году население села составляло 212 человек (112 мужчин и 100 женщин). По данным переписи 2009 года, в селе проживал 151 человек (72 мужчины и 79 женщин). По данным переписи 2021 года, в селе проживало 37 человек (22 мужчины и 15 женщин).